# Aeroportul Lodja
Aeroportul Lodja (IATA: LJA, ICAO: FZVA) este un aeroport din Kasaï Oriental (fostă provincie), Republica Democratică Congo ce deservește zona Lodja. A fost numit după zona deservită.
Situat la o altitudine de 502 m, aeroportul dispune de o singură pistă.